# Врсаково
Врсаково (мкд. Врсаково) је насеље у Северној Македонији, у средишњем делу државе. Врсаково је село у саставу општине Штип.

## Географија
Врсаково је смештено у средишњем делу Северне Македоније. Од најближег града, Штипа, насеље је удаљено 10 km северно.
Насеље Врсаково се налази у историјској области Овче поље. Око насеља се пружа поље под ораницама и виноградима. Надморска висина насеља је приближно 310 метара.
Месна клима је блажи облик континенталне због близине Егејског мора (жарка лета).

## Становништво
Врсаково је према последњем попису из 2002. године имало 77 становника.
Већинско становништво су етнички Македонци (86%), ао остало су махом Власи (14%).
Претежна вероисповест месног становништва је православље.